# Gauč

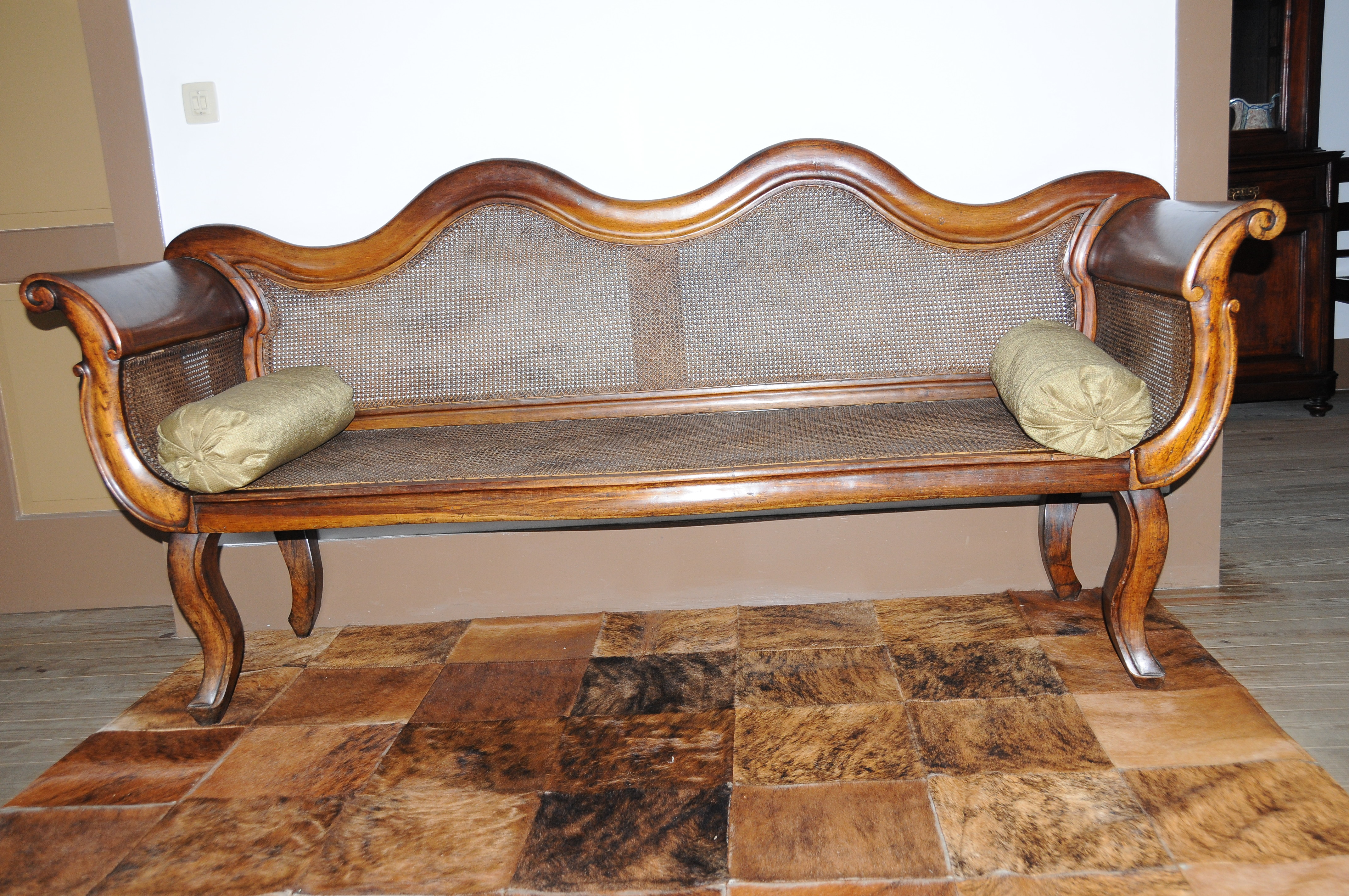
Portugalské kanape z 19. století.

Gauč (někdy také kauč, couch, sofa, kanape, otoman) je široká spací pohovka sloužící též k posezení.
Nachází se nejčastěji v obývacím pokoji a bývá tak široký, že se na něj pohodlně usadí dvě tři nebo čtyři osoby. Souležba více osob však typicky na gauči není možná, na rozdíl od rozkládací sedací soupravy.
Gauč obvykle bývá polstrovaný a na jeho bocích jsou pohodlné opěrky na ruce. Potah gauče může být látkový nebo kožený. Častým doplňkem gauče bývají křesla.
Z anglického slova Couch, které je odvozeno z francouzského coucher "ležet", původně latinské collocare "umístit, usadit". Kanape je z francouzského canapé, pocházejícího z latinského conopeum "baldachýn" či "nebesa", to pak odvozeno ze starořeckého κωνωπεῖον = něco jako "větvoví jehličnatého stromu".